# Sidney Farber
Pour les articles homonymes, voir Farber.
Sidney Farber, né le 30 septembre 1903 à Buffalo, New-York et mort le 30 mars 1973 à Boston, Massachusetts, est un pathologiste américano-polonais spécialisé dans le domaine pédiatrique. Il est considéré comme le père de la chimiothérapie moderne, et a donné son nom à l'Institut du cancer Dana-Farber (en).

## Biographie
Il est né en 1903 à Buffalo, New York, de parents juifs polonais, Simon et Matilda (née Goldstein) Farber. Il était le troisième plus âgé d'une fratrie de 14 frères et sœurs. Il était également le frère cadet du philosophe et professeur de l'Université de Buffalo, Marvin Farber (en) (1901-1980).
Sidney Farber est diplômé de l'Université de Buffalo en 1923. Vers le milieu des années 1920, les étudiants juifs étaient alors fréquemment refusés au sein des facultés de médecine américaines, ce qui l'a incité à poursuivre ses études en Europe. Farber, qui maîtrisait la langue allemande, effectua sa première année d'école de médecine dans les universités d'Heidelberg et de Fribourg, en Allemagne. Ayant excellé en Allemagne, Farber est entré à la Harvard Medical School en tant qu'étudiant de deuxième année. Il y obtient son diplôme en 1927.
Le pathologiste épouse Norma Farber (en) (né Holzman), auteure de livres pour enfants, en 1928. Le couple a quatre enfants.
Le 30 mars 1973, à l'âge de 69 ans, Sidney Farber meurt d'un arrêt cardiaque alors qu'il travaillait à son bureau, situé dans la ville de Boston, état du Massachusetts.

## Carrière
Après avoir reçu une formation spécialisée dans le domaine de la pathologie à l'hôpital Peter Bent Brigham (prédécesseur du Brigham and Women's Hospital) à Boston, Massachusetts, établissement où il a été encadré par Kenneth Blackfan (en), Farber est nommé au poste de pathologiste résident à l'Hôpital pour enfants. Il devient assistant en pathologie à la faculté de médecine de Harvard en 1928. En 1929, il devient le premier pathologiste à plein temps à être basé à l'Hôpital pour enfants de Boston. La même année, il est nommé au poste de professeur à l'école de médecine de Harvard.
Vers le milieu des années 1930, il est appelé à travailler au sein des laboratoires pharmacodynamiques de l'Université de Gand (Belgique), aux côtés du Docteur Corneille Heymans. En 1937, le pathologiste américain publie un livre intitulé The postmortem examination, ouvrage dans lequel il décrit l'histoire et la pratique de l'autopsie dans le domaine médical.
En 1946, le docteur Farber est promu au poste de directeur du département laboratoires et recherches Boston Children's Hospital. L'année suivante, travaillant toujours au sein de l'établissement hospitalier pour enfants de Boston, il accède à la charge de pathologiste en chef. Puis, en 1948, il est nommé au poste de professeur de pathologie à l'école de médecine de Harvard. À partir de 1964, il devient également directeur du personnel médical du Children's Hospital.

## Travaux de recherches
En travaillant à la Harvard Medical School sur un projet de recherche financé par une subvention de l'ACS, il entreprend à la fois des travaux sur l'évaluation préclinique et clinique de l'aminoptérine — une enzyme intervenant en milieu HAT et dont le processus de synthèse a été identifié par le biochimiste Yellapragada Subbarao —, un inhibiteur de l'acide folique qui est impliqué dans la leucémie lymphoblastique aiguë chez l'enfant. Au cours des années 1940, il établit ainsi pour la première fois qu'une mise en place (ou un programme) de rémission clinique et hématologique de cette maladie était réalisable,. Ces résultats de recherches ont promu Farber au statut de « père » de l'ère moderne de la chimiothérapie pour soigner cette maladie de type néoplasique, ayant été reconnu une décennie auparavant comme le « père » de la pathologie pédiatrique moderne.
Au cours des années 1950 et 1960, Farber continue à réaliser des avancées dans la recherche sur le cancer, notamment par la découverte, effectuée en 1955 d'un nouveau protocole médical,. Ce traitement, qui s'appuie sur une prescription de l'antibiotique actinomycine D associée à la radiothérapie, pourraient induire une rémission dans la tumeur de Wilms, un cancer pédiatrique des reins,. Le traitement par l'actinomycine D a été prescrit à l'ensemble des enfants atteints de leucémie et pour lesquels le protocole médicamenteux faisant intervenir la mercaptopurine et méthotrexate s'étant révélé insuffisant voire inopérant. En outre, c'est également au cours de cette période que le pathologiste développe ses qualités de communicant sur à une scène nationale.
En 1952, Farber parvient à identifier et caractériser le mécanisme d'une pathologie de type autosomique récessive mettant en jeu une déficience de la protéine enzymatique céramidase et une accumulation des lipides au sein des articulations, des tissus, et du système nerveux central,,,,. Cette maladie a été postérieurement dénommée la « maladie de Farber » ou « lipogranulomatose de Farber ». Pour David G. Nathan, directeur de l'Institut Dana-Farber :

« Sidney Farber était dévoué à cette cause, obsédé par elle. Décidé par la mort inévitable et rapide des leucémies infantiles et chagriné par la réticence de la communauté scientifique à investir des ressources dans le traitement d'une maladie qui était alors mortellement mortelle, lui et son équipe de cliniciens et de scientifiques de laboratoire ont développé des médicaments qui ont provoqué des remèdes temporaires de leucémie chez plusieurs enfants. »

— David G. Nathan.

## Collecte de fonds pour la recherche sur le cancer
Farber a commencé à recueillir des fonds pour la recherche sur le cancer, en s'associant avec un organisme à but non lucratif, le Variety, the Children's Charity (en), en 1947. Ensemble, ils ont créé le « Jimmy Fund », qui a été l'un des premiers efforts nationaux de collecte de fonds pour tirer pleinement parti des médias modernes, comme la réalisation l'émission de radio « Truth Ou Conséquences » le 22 mai 1948. Le succès du « Fonds Jimmy » a conduit Farber à réaliser l'importance du marketing dans l'avancement scientifique des connaissances sur les maladies. Selon Siddhartha Mukherjee, ce recueil de fonds :

« [...] a déclenché une transformation sismique dans la carrière de Farber qui dépassera largement sa transformation d'un pathologiste à un médecin de leucémie. Cette deuxième transformation - d'un clinicien à un défenseur de la recherche sur le cancer - reflète la transformation du cancer lui-même. L'émergence du cancer de son sous-sol à la lumière flagrante de la publicité changera la trajectoire de « l'histoire de la recherche sur le cancer au 20e siècle ». »

— Siddhartha Mukherjee, 2010.

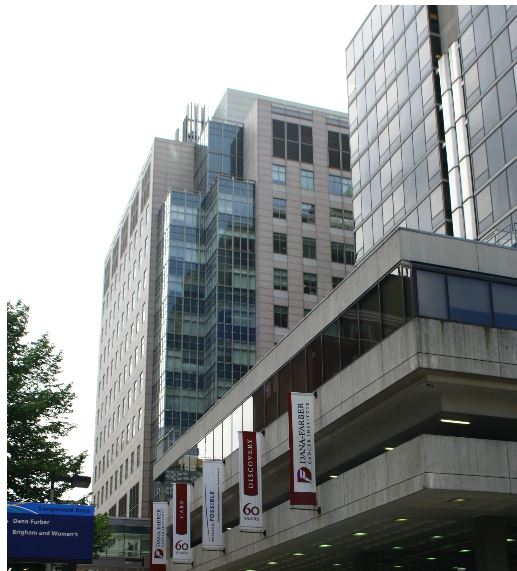
L'Institut de recherche sur le cancer Dana-Farber.

À partir du début des années 1950, et continuant jusqu'à sa mort en 1973, Farber est devenu un ambassadeur de renom auprès des audiences du Congrès afin d'obtenir les crédits pour la recherche sur le cancer. Conférencier convaincant, ses efforts pour lever des fonds se sont révélés positifs. En association avec Mary Woodard Lasker, défendeuse de longue date pour la recherche biomédicale, mais également le cardio-chirurgien Michael E. DeBakey, le sénateur de l'Alabama J. Lister Hill et le député John E. Fogarty, de Rhode Island, Farber a mené à une expansion massive des dépenses fédérales pour la recherche sur le cancer. Entre 1957 et 1967, le budget annuel de l'Institut national du cancer, principal bailleur de fonds de la recherche sur le cancer, a bondi de 48 millions à 176 millions de dollars,.
L'Institut du cancer Dana-Farber a été nommé à l'origine le Sidney Farber Cancer Center en l'honneur de son fondateur en 1974. Le soutien à long terme de la Fondation Charles A. Dana a été reconnu en incorporant l'institut sous son nom actuel de Dana-Farber Cancer Institut en 1983,. L'établissement Farber Hall, construit en 1953 sur le campus Sud de l'Université de Buffalo, devient alors une faculté d'état de New York qui prend son nom.